# Parasuizid
Der Begriff Parasuizid bezeichnet jede nichttödliche Handlung eines Menschen, die absichtlich selbstverletzend durchgeführt wird.
1969 erfolgte erstmals die Einführung des Begriffes „Parasuizid“ durch Kreitman et al. mit der Begründung, dass bei einer Vielzahl von Menschen, die einen Suizidversuch begingen, nicht die Absicht bestand, sich das Leben zu nehmen. Stengel schrieb dazu: „Die meisten Menschen, die Selbstmordhandlungen begehen, wollen nicht entweder sterben oder leben. Sie wollen beides gleichzeitig, gewöhnlich das eine mehr als das andere.“

## Definitionen
Unter Parasuizid versteht man nach neuerer Definition ein selbst initiiertes, gewolltes Verhalten eines Menschen, der sich selbst verletzt bzw. einen Suizidversuch unternimmt, ohne infolgedessen wirklich das Leben zu verlieren. Möller (1994) definiert Parasuizid „als eine Handlung mit nicht tödlichem Ausgang, bei der sich eine Person absichtlich Verletzungen oder Beschädigungen zufügt“. Wedler (1988) schätzt, dass rund 10 Prozent aller Parasuizidenten später an Suizid sterben.
Handlungen von Selbstbeschädigungen mit Selbsttötungsabsicht bezeichnete Friedemann Ficker 1977 als „suizidale Handlungen“. Schier verwendete 1986 den Begriff „suizidales Verhalten“ und schließt damit zusätzlich Suizidtendenzen ein (siehe auch Suizidalität).
In den aktuellen Klassifikationssystemen ICD-10 und DSM-IV wird der Begriff Parasuizid nicht verwendet, sondern als vorsätzliche Selbstbeschädigungen (X60-84 der ICD-10) zusammengefasst. Diese beinhalten Selbsttötungen oder deren Versuche sowie vorsätzlich selbstzugefügte Vergiftungen oder Verletzungen.

## Suizidversuch
Als Suizidversuch werden nach Seyfried (1995) alle Handlungen oder Unterlassungen bezeichnet, „die zwar den eigenen Tod direkt oder indirekt bezwecken, jedoch nicht herbeiführen“.
In der Fachliteratur wird der Begriff Suizidversuch gelegentlich synonym zu dem Begriff Parasuizid verwendet. Die Bezeichnung Parasuizid wird dann bevorzugt, wenn nicht die Intention der Selbsttötung im Vordergrund steht, sondern die damit verbundene Dynamik in den Fokus rückt. Dies kann beispielsweise durch die Überdosierung von Medikamenten oder Suchtmitteln, selbstverletzendes oder leichtsinniges, geplantes oder impulsives Verhalten geschehen.
Nach Möller et al. ist ein Suizidversuch eine absichtliche Selbstschädigung mit dem Ziel und der Möglichkeit des tödlichen Ausgangs. Mit dem Begriff Parasuizid wird dagegen eine Handlung mit nicht tödlichem Ausgang definiert, bei der ein Mensch sich absichtlich Verletzungen zufügt oder Medikamente bzw. Drogen außerhalb des Wirkbereichs einnimmt.
Der Pschyrembel definiert Selbsttötungsversuch als Selbsttötungsabsicht ohne tödlichen Ausgang und Parasuizid als absichtlich selbstverletzendes Verhalten ohne Todesfolge, zum Beispiel durch Schnitt- oder Brandverletzung, Arzneimittelüberdosierung, Sprung aus geringer Höhe.
Nach der Definition der WHO bezeichnet Suizidversuch „jede Handlung mit nichttödlichem Ausgang, bei der das Individuum entweder gezielt ein nicht-habituelles Verhalten zeigt, das ohne Intervention von dritter Seite eine Selbstschädigung bewirken würde, oder absichtlich eine Substanz in einer Dosis einnimmt, die über die verschriebene oder im Allgemeinen als therapeutisch angesehene Dosis hinausgeht und die zum Ziel hat, durch die aktuellen oder erwarteten Konsequenzen Veränderungen zu bewirken“.
Suizidversuche in der Adoleszenzphase werden in unterschiedliche Schweregrade eingeteilt: Bei leichteren überwiegt häufig der interaktive Charakter. Zur Suizidalität im weiteren Sinne gehören ebenso passive oder vermeidende Verhaltensweisen wie Rückzug (parasuizidale Pause) oder Weglaufen. In epidemiologischen Untersuchungen wurden Häufigkeiten von Suizidversuchen in Höhe von 0,2 bis 18 Prozent ermittelt. Versuche finden sich statistisch am häufigsten bei Jugendlichen, jungen Erwachsenen und beim weiblichen Geschlecht.

## Motivformen
Es kann zwischen verschiedenen Ausprägungen des Parasuizides differenziert werden, die mit unterschiedlicher Motivlage, verschieden schwer ausgeprägter Todesintention und einem unterschiedlich ausgeprägten Planungsgrad der Handlung einhergehen können:
- Appellativer Parasuizid. Der appellative Charakter oder der Wunsch nach einer Pause stehen im Vordergrund. Hier ist beispielsweise das einmalige oberflächliche Beifügen von Schnittverletzungen in einer krisenhaften Situation zu nennen.
- Manipulativer Parasuizid. Hier steht der manipulative Charakter im Vordergrund. Ein Beispiel wäre eine Intoxikation mit Schmerzmitteln, die aber nicht heimlich bleibt, sondern sofort berichtet wird.
- Hoch Suizidaler Parasuizid. Die suizidale Intention steht im Vordergrund und ist stark ausgeprägt. Beispielhaft wäre eine zufällige Entdeckung einer ansonsten genau geplanten Handlung zu nennen, die ohne Entdeckung tödlich gewesen wäre.